# Brucetown
Brucetown es un lugar designado por el censo ubicado en el Frederick en el estado estadounidense de Virginia. En el Censo de 2020 tenía una población de 274 habitantes y una densidad poblacional de 186,39 habitantes por km². Fue incluido como CDP en el censo de 2020.

## Geografía
Brucetown se encuentra ubicado en las coordenadas 39°15′16″N 78°4′0″O / 39.25444, -78.06667.  Según la Oficina del Censo de los Estados Unidos,  tiene una superficie total de 1,47 km², todos correspondientes a tierra firme.